# Сосна меловая
Сосна меловая (Pinus sylvestris var. cretacea) — разновидность (экотип) сосны обыкновенной. Является третичным реликтом, находящимся под угрозой исчезновения, внесена в Красные книги РФ (Воронежской, Белгородской, Ульяновской области и Республики Чувашия) и Украины.
Вместе с тем, в базах данных Королевских ботанических садов Кью и The Plant List в отдельный таксон не выделяется.

## Описание
Вечнозелёное хвойное дерево высотой до 30 м. В отличие от сосны обыкновенной, растущей на песках и супесчаных почвах, произрастает на субстратах с высоким содержанием карбоната кальция (меловых обнажениях и супесчано-карбонатных почвах) и отличается от неё более короткой хвоей — 3—5 см, округлыми и мелкими шишками — длиной 2,5—3 см.

## Ценозы
Меловая сосна является эдификатором боровых террас в среднем течении Северского Донца и склонов с подстеленными мелом смытыми перегнойно-карбонатными почвами, образуя невысокие (12—15 м) разреженные (0,4) леса III бонитета с участием дуба черешчатого и березы повислой, местами выступающих в роли субдоминант.
В этих лесах хорошо развит подлесок высотой 1,5—2 м, образованный скумпией обыкновенной с примесью бирючины обыкновенной (Ligustrum vulgare), кизильника черноплодного (Cotoneaster melanocarpus), бересклетов европейского и бородавчатого, клёна татарского и шиповников (Rosa andrzejowskii, Rosa jundzilii, Rosa tomentosa, Rosa canina).
Травостой развит неравномерно, проективное покрытие — от 10 до 50 %, видовой состав зависит от почв и степени затенённости.
В затенённых местах с хорошо развитым почвенным слоем произрастают ландыш майский, окопник крымский, осока волосистая и осока Микели. На обнажениях мела типичны кретофильные виды — тимьян меловой (Thymus calcareus), истод меловой (Polygala cretacea), овсяница меловая и шлемник меловой (Scutellaria creticola), а также степные евразийские ксерофиты — овсяница валлисская (Festuca valesiaca), ковыль красивейший (Stipa pulcherrima), ковыль перистый, шалфей поникающий (Salvia nutans) и др.
На меловых обнажениях также растут понтические эндемики — молочай степной (Euphorbia stepposa), володушка серповидная (Bupleurum falcatum) и наголоватка паутинистая (Jurinea arachnoidea).

## Известные места произрастания
- Участок «Стенки Изгорья» (заповедника «Белогорье», РФ);
- Бекарюковский бор (Шебекинский район Белгородской области, РФ);
- Заказник «Гора Артема» (Славянский район Донецкой области, Украина);
- Меловая флора (отделение Украинского степного природного заповедника);
- Национальный парк «Хвалынский» (Саратовская область, РФ).